# Цех поетів
Цех поетів — назва декількох поетичних об'єднань, що функціонували на початку XX століття в Санкт-Петербурзі, Москві, Тбілісі, Баку, Берліні та Парижі.

## Санкт-Петербург
Фактично, в Санкт-Петербурзі (Петрограді) існувало по черзі три об'єднання з такою назвою.
Перший «Цех поетів» був заснований Гумільовим і Городецьким в 1911 році і проіснував до 1914 року. Перше засідання об'єднання відбулося 20 жовтня 1911 року в квартирі Городецького. Були присутні тільки запрошені, що надавало об'єднанню ореол таємничості.
Крім засновників, в «Цеху» були Ахматова (секретарем), Мандельштам, Зенкевич, Нарбут, Кузьміна-Караваєва, Лозинський, Василь Гіппіус, Марія Моравська, Віра Гедройц, а також на перших порах Кузмін, Пяст, Олексій Толстой та інші.

Гумільов і Городецький вважали, що вірш створюється за певними законами, «технологіями». Цим прийомам можна навчитися.
В 1912 році оголосили себе акмеїстами.
Другий «Цех поетів» діяв в 1916 і 1917 роках під керівництвом Іванова і Адамовича і вже не був сконцентрований на акмеїзмі.
Третій «Цех поетів» почав діяти в 1920 році під керівництвом спочатку Гумільова, а потім Адамовича і проіснував два роки.